# قوة صاعدة
يشير مصطلح قوة صاعدة أو قوة ناشئة هو مصطلح يستخدم للإشارة إلى التأثير الدولي المتنامي لأمة ما أو مجموعة من الأمم، مما أدى إلى تنامي وجودهم في الشؤون الدولية. تهدف قوة كهذه إلى الحصول على موقع أكثر قوة أو دور أكبر في العلاقات الدولية إما إقليميًا (ضمن المنطقة التي تقع بها الدولة) أو عالميًا، وامتلاك موارد كافية ومستويات عالية من التطور بغية التمكن من الوصول إلى هذه الأهداف.

## الصفات المميزة
نظرًا لقلة التصورات العامة الممكنة لتقييم بلد ما كقوة صاعدة، لا يوجد معيار موحد أو طريقة متفق عليها لتقرير كون الدولة قوة صاعدة من عدمه. لكن إحدى الصفات الأساسية للقوة الصاعدة هي كونها أيضًا اقتصادًا ناشئًا، ذلك أن التطور الاقتصادي أمر ضروري وسابق للظهور على الساحتين السياسية والعسكرية. يطرح الكثيرون فكرة مفادها أن الدولة حتى تمثل قوة صاعدة يجب أن تكون قبل كل شيء اقتصادًا بارزًا مع وجود إمكانية أو طموح في سبيل زيادة التأثير الدولي. هذا بسبب وجود عدد من العوامل المحددة للتأثير الدولي أهمها الأبعاد السبعة للقوة الدولية وهي: الجغرافيا والسكان والاقتصاد والموارد والجيش والدبلوماسية والهوية القومية للبلاد. تقليديًا لم يكن لدولة أن تنجح في امتلاك هذه المقومات جميعًا سوى القوى العظمى العالمية أو الدول الكبرى.
كثيرًا ما يُنظر إلى دول البريكس على أنها قوى دولية صاعدة، لكن هذه الدول تُصنف في مراحل مختلفة من التطور ودرجات مختلفة من الإمكانيات المستقبلية. على سبيل المثال نذكر روسيا التي كانت قوة دولية عظمى في السابق، وهي تعود اليوم إلى الواجهة في بعض مجالات القوة الدولية بعد انهيار الاتحاد السوفييتي. تبرز كل من الصين والهند كقوة دولية عظمى محتملة، بينما تبرز البرازيل كدولة كبرى محتملة.

## قائمة القوى الصاعدة
كثيرًا ما يستخدم مصطلح القوة الصاعدة للإشارة إلى واحدة من الدول التالية:
- البرازيل[4][5][6][7]
- الصين[4][5][6]
- الاتحاد الأوروبي (كاتحاد دولي)[3][6][8]
- الهند[4][5][6][7]
- المكسيك[5][6][7][9]
- روسيا[4][5]

بالرغم من عدم وجود تعريف محدد متفق عليه لما يمثل القوة الصاعدة، استُخدم هذا المصطلح أحيانًا لوصف البلدان التالية:
- الأرجنتين[6][10]
- أستراليا[10]
- كولومبيا[11][12][13]
- إيران[14]
- نيوزيلندا[15][16][17]
- نيجيريا[18][19][20]
- بولندا[6]
- السعودية[10]
- جنوب إفريقيا[4][5][6][7][10]